# Großsteingrab Osterby
Das Großsteingrab Osterby war eine megalithische Grabanlage der jungsteinzeitlichen Trichterbecherkultur bei Osterby im Kreis Rendsburg-Eckernförde in Schleswig-Holstein. Es trägt die Fundplatznummer LA 11 und wurde 1969 von J. Kühl archäologisch untersucht.

## Lage
Das Grab befand sich nordnordöstlich von Osterby auf einem Feld. In der näheren Umgebung gab es ursprünglich weitere Großsteingräber: Etwa 800 m ostnordöstlich liegt das erhaltene Großsteingrab Windeby. 1,3 km nordnordöstlich befand sich das zerstörte Großsteingrab Kochendorf.

## Beschreibung
Die Anlage besaß ein nordost-südwestlich orientiertes Hünenbett mit einer Länge von 44 m und einer Breite zwischen 15 m und 16 m. Am Rand des Bettes wurde eine wallartige Schüttung aus Rollsteinen mit einer Breite von 0,6 m, stellenweise auch bis zu 2 m, festgestellt. Südlich der Mitte des Bettes befand sich die Grabkammer. Es handelte sich um einen nordwest-südöstlich orientierten erweiterten Dolmen, der in einer 0,5–0,6 m tiefen Grube angelegt war. Die Kammer bestand aus zwei Wandsteinpaaren an den Langseiten und zwei Wandsteinen an den Schmalseiten. Der nordwestliche Abschlussstein nahm nur zwei Drittel der Schmalseite ein und ließ somit an der Südwestecke einen 0,5 m breiten Zugang zur Kammer frei. Decksteine waren nicht erhalten. Der Zugang zur Kammer wurde durch einen 0,4 m hohen Schwellenstein markiert. Vor ihm wurde eine Packung aus dünnen Steinplatten festgestellt. Die Lücken zwischen den Wandsteinen waren mit Feuerstein-Grus und kleinen Rollsteinen verfüllt worden. Um die Kammer herum war eine Packung aus grob gehauenem Feuerstein aufgeschichtet worden, die etwa bis zu drei Viertel der Wandsteinhöhe reichte. Darüber war eine 0,6–0,7 m dicke Schicht aus Rollsteinen aufgebracht worden. Das Kammerpflaster bestand aus mehreren Schichten: Zuunterst lag eine Schicht aus Steinplatten, darüber folgte eine 2 cm dicke Schicht aus krakeliertem Feuerstein, danach eine 5 cm starke Schicht aus ungebranntem Feuerstein und zuoberst, wohl aus einer späteren Nutzungsphase, eine Schicht aus gelbbraunem Kies. Darüber folgte die Verfüllung der Kammer, zu deren Material keine Angaben vorliegen.
In der Schicht aus krakeliertem Feuerstein wurde eine querschneidige Pfeilspitze gefunden. Aus der Verfüllung stammen einige Scherben eines Trichterbechers.